# Africactenus poecilus
Africactenus poecilus là một loài nhện trong họ Ctenidae.
Loài này thuộc chi Africactenus. Africactenus poecilus được Tord Tamerlan Teodor Thorell miêu tả năm 1899.